# NGC 5683
NGC 5683 (другие обозначения — MCG 8-27-3, MK 474, ZWG 248.9, KUG 1433+488, NPM1G +48.0275, PGC 52114) — галактика в созвездии Волопас.
Этот объект входит в число перечисленных в оригинальной редакции «Нового общего каталога».
В галактике наблюдается повышенное ультрафиолетовое излучение, и потому её относят к галактикам Маркаряна. Причиной является всплеск звездообразования из-за взаимодействия с соседними галактиками.
В галактике вспыхнула сверхновая SN 2002db типа Ia, её пиковая видимая звездная величина составила 17,6.